# Crystal Palace F.C. (1861-76)
Crystal Palace Football Club var en amatørfodboldklub, der blev grundlagt ca. 1861 og mange af dets oprindelige spillere var medlemmer af Crystal Palace Cricket Club grundlagt i 1857. Senere kom flere kendte spillere til klubben, herunder Cuthbert Ottaway.
The Palatians var et af de 12 stiftende medlemmer af The Football Association. Klubben havde en vis fremgang i æraen før oprettelse af The Football League og nåede bl.a. semifinalen i den allerførste udgave af FA Cup'en, hvor den i omkampen tabte 0-3 til Royal Engineers AFC efter at den egentlige semifinale var endt uden mål. Holdet deltog også i FA Cup'en i de følgende fire sæsoner, dog uden den store succes..
Der er ingen direkte forbindelse mellem denne klub og den nuværende klub Crystal Palace FC, som først blev grundlagt i 1905. FA sagde til The Times i april 2022: "Blandt disse historikere er den brede konsensus, at der ikke er en klar, væsentlig og kontinuerlig forbindelse fra Crystal Palace-klubben grundlagt i 1861 til den, der blev grundlagt i 1905. Derfor vil vi fortsætte med at anerkende både 1861 og 1905 stiftelsesdatoerne for klubberne ved navn Crystal Palace."

## Kendte spillere
Fire af klubbens spillere optrådte for Englands fodboldlandshold:
- Charles Chenery (angriber) (3 landskampe)
- Alexander Morten (målmand)
- Arthur Savage (målmand)
- Charles Eastlake Smith (angriber)